# Robert Broom
Aquest autor és citat en taxonomia animal amb el nom «Broom».
El professor Robert Broom (nascut el 30 de novembre del 1866 a Paisley, mort el 6 d'abril del 1951) fou un metge i paleontòleg sud-africà. Esdevingué metge el 1895 i rebé el seu DSc el 1905 a la Universitat de Glasgow. El 1893 es casà amb Mary Baird Baillie.
Entre el 1903 i el 1910 fou professor de zoologia i geologia al universitat de Stellenbosch (Victoria College) de Stellenbosch (Sud-àfrica), i posteriorment esdevingué conservador de paleontologia dels vertebrats al Museu Sud-africà de Ciutat del Cap.

## Contribucions
Broom esdevingué conegut per primer cop pel seu estudi dels rèptils mamiferoides. Després del descobriment de Raymond Dart de l'infant de Taung, un australopitecí juvenil, l'interès de Broom en la paleoantropologia augmentà. La carrera de Broom semblava acabada, i s'estava enfonsant en la pobresa, quan Dart escrigué a Jan Smuts per a explicar-li la situació. Smuts pressionà el govern sud-africà i aconseguí obtenir un lloc per Broom, el 1934, com a ajudant de paleontologia del Museu del Transvaal a Pretòria.
Durant els anys següents, feu una sèrie de descobriments espectaculars, incloent-hi fragments de sis homínids a Sterkfontein, que anomenà Plesianthropus transvaalensis, col·loquialment anomenat Sra. Ples, però que més endavant foren classificats com a adults d'Australopithecus africanus. També feu més descobriments a Kromdraai i Swartkrans. El 1937, Broom feu el seu descobriment més cèlebre, el de Paranthropus robustus. Aquests descobriments contribuïren a donar suport a les afirmacions de Dart sobre l'espècie de Taung.

La resta de la carrera de Broom es dedicà a l'exploració d'aquests jaciments i la interpretació de les nombroses restes d'homínids primitius que s'hi trobaren. El 1946 proposà la subfamília dels australopitecins. Continuà escrivint fins als seus últims dies. Poc abans de morir, acabà un monogràfic sobre els australopitecins i remarcà al seu nebot:
Ara ja està acabat… i jo també.

## Publicacions
Entre els centenars d'articles que publicà en revistes científiques, els més importants inclouen:
- "Fossil Reptiles of South Africa" a Science in South Africa (1905)
- "Reptiles of Karroo Formation" a Geology of Cape Colony (1909)
- "Development and Morphology of the Marsupial Shoulder Girdle" a Transactions of the Royal Society of Edinburgh (1899)
- "Comparison of Permian Reptiles of North America with Those of South Africa" al Bulletin of the American Museum of Natural History (1910)
- "Structure of Skull in Cynodont Reptiles" a Proceedings of the Zoölogical Society (1911).